# المسيحية في صوماليلاند

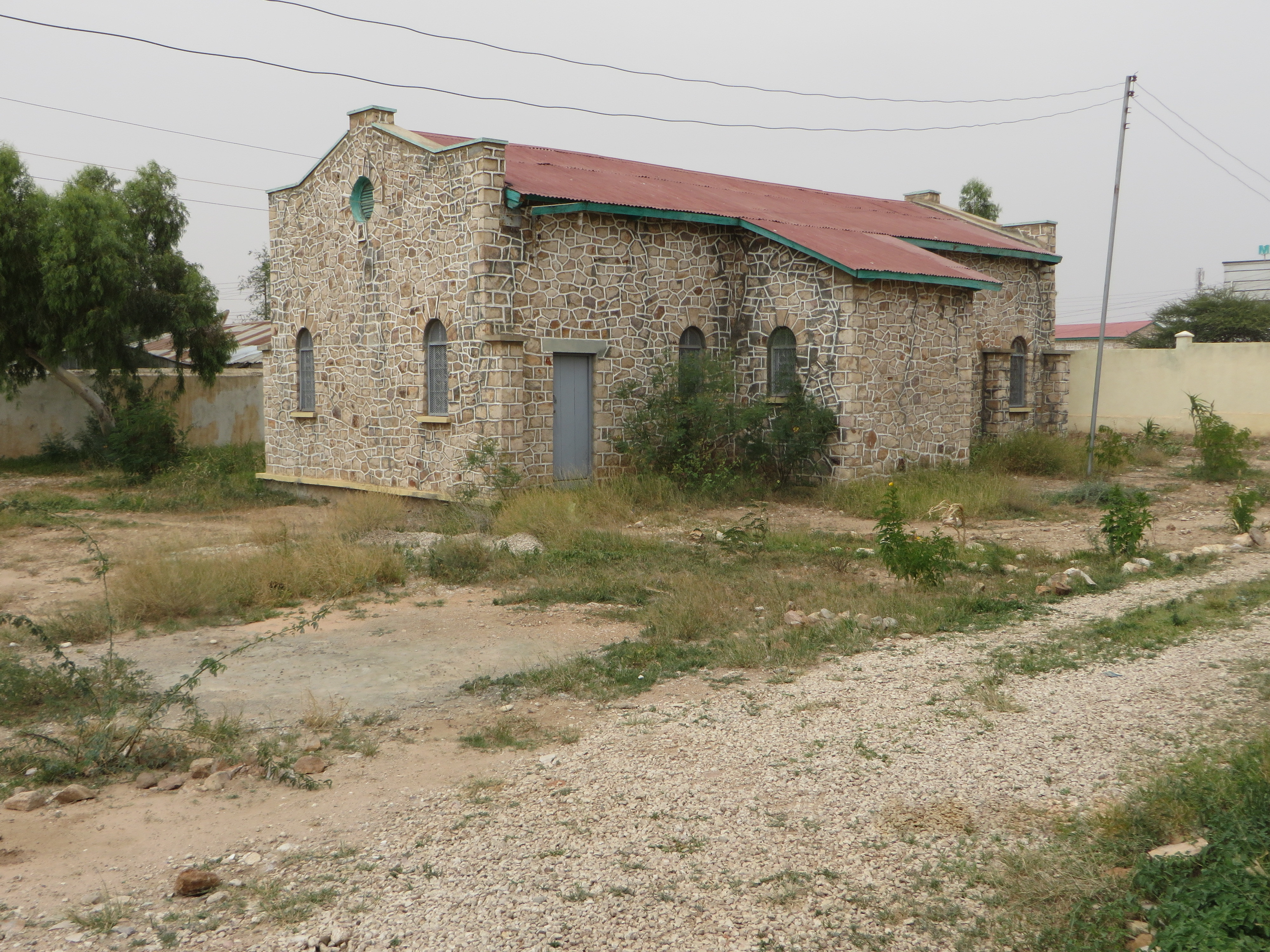
أغلقت كنيسة القديس أنطوان البادوي الرومانية الكاثوليكية في هرجيسا في عام 2017.

تُشكل المسيحية في صوماليلاند أقلية صغيرة العدد تتراوح بين 100 إلى 200 مسيحي؛ حيث أنَّ لدى صوماليلاند عدد قليل جدًا من المسيحيين والذين يتألفون من عدد قليل من السكان المحليين الملتزمين بالدين المسيحي سرياً والمغتربين الذين يُمارسون دينهم علانية. مسيحيون البلاد هم من الأجانب إلى حد كبير، وتتكون التركيبة السكانية المسيحية من عمال الأمم المتحدة أو الوكالات الإنسانية الأخرى التي لها قواعد في هرجيسا، والوافدين ومعظمهم من أصول إثيوبيَّة، إلى جانب أقلية صغيرة من السكان المحليين. كما وتعمل الكنيسة أومؤسساتها مثل كاريتاس الدولية في العمل الإغاثي والخيري، كما وتُدير برامج مثل إعادة تأهيل المدارس والمستشفيات والمساعدات الغذائية ومساعدة الأطفال الفقراء.

## تاريخ

### تاريخ مبكر
في مدينة موندوس القديمة، الواقعة بالقرب من هيس، وجد علماء الآثار أدلة على آثار للعبادة المسيحية تعود إلى القرن الخامس. أسفرت التنقيبات في المنطقة على العثور على فخار وشقوف من الأواني الزجاجية الرومانية برموز مسيحية من فترة ما بين القرنين الأول والخامس. ولكن بعد الفتح الإسلامي للمنطقة، اختفت المسيحية من أرض الصومال ليعود الحضور المسيحي في المنطقة من جديد خلال حقبة الاستعمار.
في عام 1913، خلال الفترة المبكرة من الحقبة الإستعماريَّة، لم يكن هناك عمليًا أي مسيحي في الأراضي الصوماليَّة، مع حوالي 100 إلى 200 من الأتباع القادمين من المدارس ودور الأيتام التابعة إلى البعثات الكاثوليكية في محمية الصومال البريطاني. العدد القليل من المسيحيين في المنطقة اليوم يأتي في معظمه من المؤسسات الكاثوليكيَّة المماثلة في عدن وجيبوتي وبربرة.

### الوضع الحالي
تقع صوماليلاند ضمن منطقة الأسقفية في القرن الأفريقي وكجزء من الصومال، وتحت إدارة الأبرشية الإنجليكانيَّة في مصر. ومع ذلك، لا توجد تجمعات أنجليكانيَّة حاليَّة في المنطقة. يخدم أسقف أبرشية مقديشيو الرومانية الكاثوليكية المسيحيين المحليين في صوماليلاند. ومع ذلك، منذ عام 1990 لم يتم تعيين أي أسقف من مقديشو، وحاليًا أسقف جيبوتي يخدم الأبرشية كمسؤول رسولي. تُشير البعثة السبتيَّة عن عدم وجود لاعضاء لها في منطقة صوماليلاند.
في عام 2017 تم افتتاح كنيسة القديس أنطوان البادوي الكاثوليكية في هرجيسا بعدما كانت مغلقة منذ ثلاثة عقود. وقد تم تنظيم حفل حضره وزراء أرض الصومال والوافدين المسيحيين الذين يعيشون في صوماليلاند. وأشارت التقارير لاحقاً من ضمنها تقرير الحرية الدينية العالمية لعام 2017 إلى اغلاق كنيسة القديس أنطوان البادوي الكاثوليكية الوحيدة في صوماليلاند بعد أيام من إعادة فتحها بسبب «ضغوط العامة»، وأقيم حفل إعادة افتتاح كنيسة القديس أنطونيو من لشبونة في 29 يوليو التي تم ترميمها بحضور المغتربين والوزراء، وهي واحدة من عدد من الكنائس التي بُنيت قبل 70 عامًا خلال الحكم البريطاني. وتقع الكنيسة في منطقة الشعب في عاصمة المنطقة، هرجيسا، وكانت مغلقة منذ ثلاثة عقود. بعد أيام قليلة من الافتتاح، أدلى الوزير خليل عبد الله أحمد بتصريح أكدَّ فيه أن الكنيسة ليست «جديدة»، وأكد خليل عبد الله أحمد أن قانون الشريعة الإسلامية يسمح للأجانب بالعمل في صوماليلاند و«ممارسة شعائرهم الدينية على انفراد». وأضاف «خلافاً للتقارير الأخيرة، لا توجد كنيسة جديدة في هرجيسا»، كما «ولن تسمح حكومتنا ببناء أي كنيسة جديدة في أرض الصومال». وقال الأسقف جورجيو بيرتين، النائب الرسولي لمقديشو وأسقف جيبوتي، إن الكنيسة أٌغلقت بسبب الخطر الذي يواجهه المسيحيون في الدولة ذات الأغلبية المسلمة. وفقاً لتقرير الحرية الدينية العالمية لعام 2017 السلطات الحكومية إنها أغلقت الكنيسة لاحترام رغبات غالبية السكان المسلمين وقادتهم الدينيين الذين يعتقدون أن الكنيسة كانت تحاول التأثير على المؤمنين المسلمين. وصرَّح وزير الشؤون الدينية في صوماليلاند، الشيخ خليل عبد الله، علنًا، بأن القضية خلقت انقسامات «ليست في مصلحة [المنطقة]». وبحسب تقرير الحرية الدينية العالمية يتعرض المسيحيين للقتل والمضايقة في المنطقة، وبحسب مجموعات إنسانية، واصلت حركة الشباب المجاهدين تهديدها بإعدام أي شخص يشتبه في تحوله إلى المسيحية. وفقاً لتقرير المفوضية السامية للأمم المتحدة لشؤون اللاجئين فإنَّ المعلومات المنشورة حول وجود كنيسة كاثوليكية في هرجيسا والوضع الحالي للمسيحيين في شمال الصومال غير متاحة، والمسيحيين في هرجيسا يشكلون جزءًا صغيرًا من السكان الذين يغلب عليهم الإسلام.